# Meuschenia flavolineata
Meuschenia flavolineata är en fiskart som beskrevs av Lee Milo Hutchins 1977. Meuschenia flavolineata ingår i släktet Meuschenia och familjen filfiskar. Inga underarter finns listade i Catalogue of Life.